# Global Volcanism Program
Global Volcanism Program – amerykański projekt badawczy stawiający sobie za cel zrozumienie i opis działalności wulkanicznej na całym świecie oraz szerzenie informacji na temat zjawisk wulkanicznych. Systemy danych tworzące trzon projektu funkcjonują od 1968 roku, kiedy to rozpoczęto dokumentację historii erupcji wulkanów. Inicjatywa jest związana z amerykańską Smithsonian Institution.
Witryna internetowa Global Volcanism Program oferuje ponad 7 tys. raportów dotyczących aktywności wulkanów; udostępnia fundamentalne dane na temat wulkanów i szczegóły z zakresu historii erupcji wulkanów holoceńskich. Zasoby projektu są dostarczane partnerom międzynarodowym, naukowcom, władzy i opinii publicznej.
Element projektu tworzy baza omawiająca ostatnie 10 tys. lat wulkanizmu na Ziemi. Informacje te wraz z opartymi na nich interpretacjami zostały ogłoszone w trzech wydaniach książki „Volcanoes of the World”.